# 보트니아해

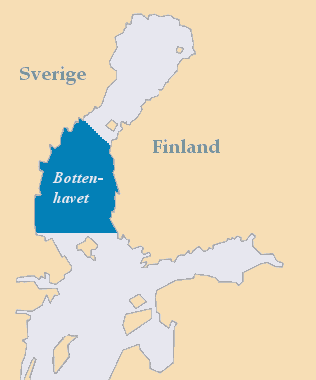
보트니아해의 위치

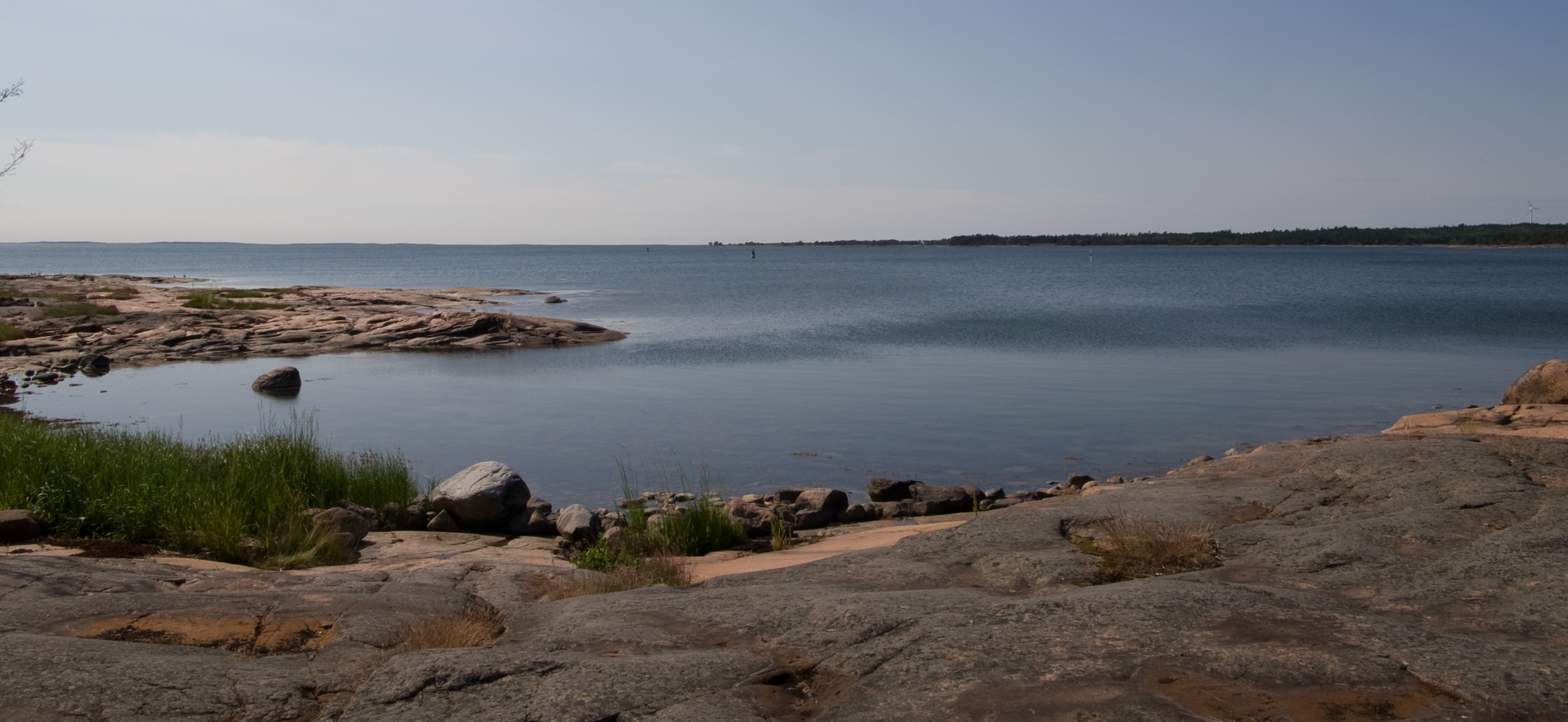
홀름순드에서 본 보트니아해

보트니아해(스웨덴어: Bottenhavet, 핀란드어: Selkämeri)는 보트니아만과 발트해를 연결하는 수역이다. 크바르켄은 둘 사이에 위치하고 있다.